# Amida quinquefasciata
Amida quinquefasciata – gatunek chrząszcza z rodziny biedronkowatych i podrodziny Coccinellinae.
Gatunek ten został opisany w 1982 roku przez D.N. Hoànga.
Chrząszcz o owłosionym ciele, z wierzchu ubarwionym żółtawobrązowo z czarną przepaską u nasady przedplecza i czarnymi znakami na pokrywach. Mała, czarna plamka na wierzchołku pokryw może występować lub nie.
Owad znany z Wietnamu i Junnanu w Chinach.